# Jaulnay
Jaulnay est une commune française du département d'Indre-et-Loire, en région Centre-Val de Loire.

## Géographie
Jaulnay est une commune de 1 476 hectares sur les terres humides de la Veude. À proximité de Richelieu (une douzaine de kilomètres), la commune offre un beau point de départ pour la découverte de la Touraine.
| Razines                 | Braslou                                 | Luzé             |
| Faye-la-Vineuse         | Jaulnay                                 | Marigny-Marmande |
| Saint-Christophe Vienne | Saint-Gervais-les-Trois-Clochers Vienne | Mondion Vienne   |

### Hydrographie

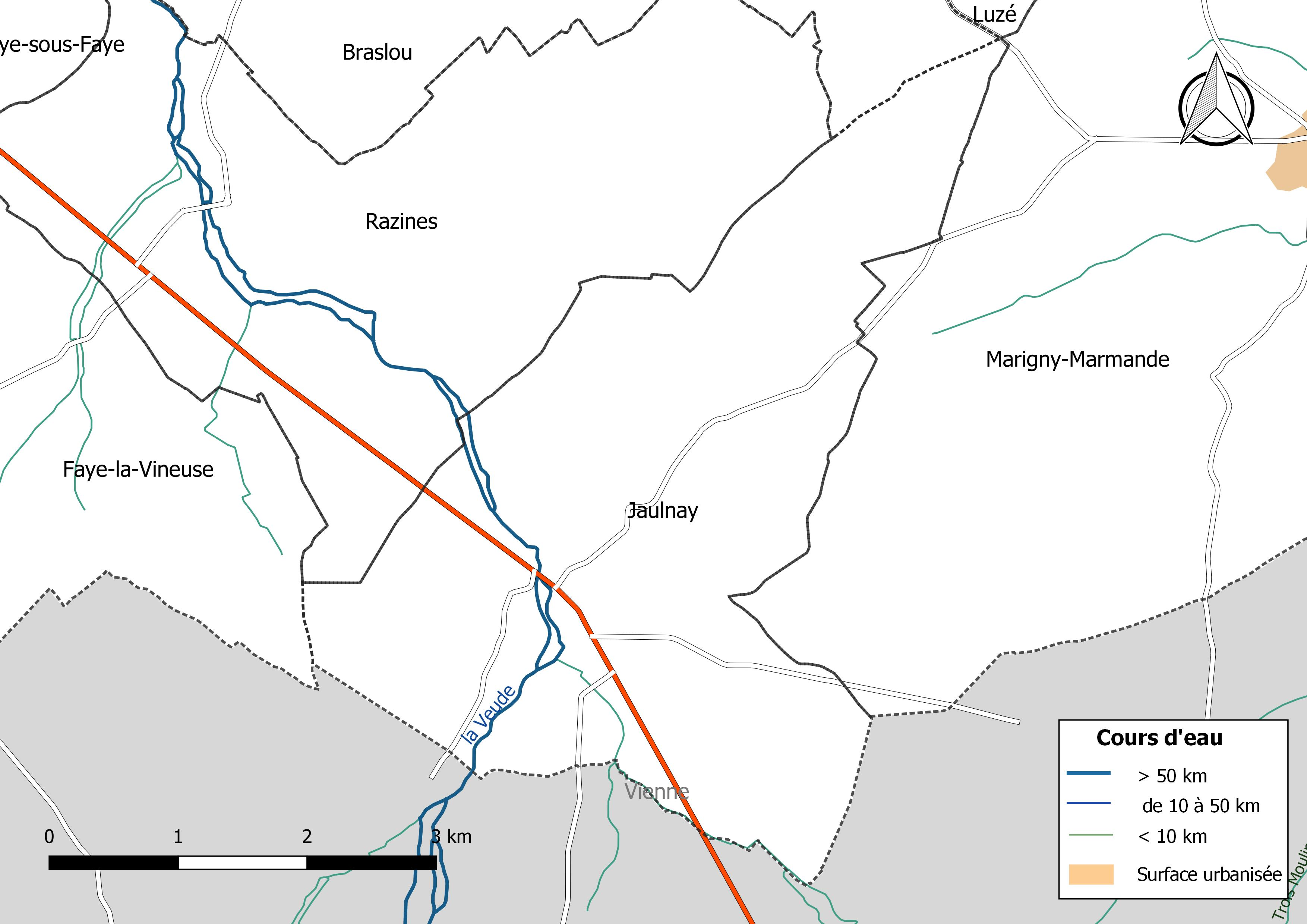
Réseau hydrographique de Jaulnay.

Le réseau hydrographique communal, d'une longueur totale de 7,25 km, comprend un cours d'eau notable, le Suin (36,5 km), et deux petits cours d'eau pour certains temporaires,.
La Veude, d'une longueur totale de 42,2 km, prend sa source à une altitude de 150 m sur la commune de Thuré (Vienne), traverse la commune du sud vers le nord et se jette  dans la Vienne à 36 m d'altitude, à la limite entre les communes d'Anché et de Rivière, après avoir traversé 14 communes. La station hydrométrique de Lémeré permet de caractériser les paramètres hydrométriques de la Veude. Le débit mensuel moyen (calculé sur 22 ans pour cette station) varie de 0,32 m3/s au mois d'août  à 2,31 m3/s au mois de février. Le débit instantané maximal observé sur cette station est de 24,90 m3/s le 20 juin 2013, la hauteur maximale relevée a été de 2,57 m ce même jour,.
Sur le plan piscicole, la Veude est classée en deuxième catégorie piscicole. Le groupe biologique dominant est constitué essentiellement de poissons blancs (cyprinidés) et de carnassiers (brochet, sandre et perche).

### Climat
Pour des articles plus généraux, voir Climat du Centre-Val de Loire et Climat d'Indre-et-Loire.
En 2010, le climat de la commune est de type climat océanique dégradé des plaines du Centre et du Nord, selon une étude du CNRS s'appuyant sur une série de données couvrant la période 1971-2000. En 2020, Météo-France publie une typologie des climats de la France métropolitaine dans laquelle la commune est exposée à un climat océanique altéré et est dans une zone de transition entre les régions climatiques « Moyenne vallée de la Loire » et « Poitou-Charentes ».
Pour la période 1971-2000, la température annuelle moyenne est de 12 °C, avec une amplitude thermique annuelle de 14,9 °C. Le cumul annuel moyen de précipitations est de 650 mm, avec 10,7 jours de précipitations en janvier et 6,4 jours en juillet. Pour la période 1991-2020, la température moyenne annuelle observée sur la station météorologique de Météo-France la plus proche, sur la commune de Courcoué à 10 km à vol d'oiseau, est de 12,5 °C et le cumul annuel moyen de précipitations est de 688,4 mm,. Pour l'avenir, les paramètres climatiques de la commune estimés pour 2050 selon différents scénarios d'émission de gaz à effet de serre sont consultables sur un site dédié publié par Météo-France en novembre 2022.

## Urbanisme

### Typologie
Au 1er janvier 2024, Jaulnay est catégorisée commune rurale à habitat très dispersé, selon la nouvelle grille communale de densité à sept niveaux définie par l'Insee en 2022.
Elle est située hors unité urbaine. Par ailleurs la commune fait partie de l'aire d'attraction de Châtellerault, dont elle est une commune de la couronne,. Cette aire, qui regroupe 44 communes, est catégorisée dans les aires de 50 000 à moins de 200 000 habitants,.

### Occupation des sols
L'occupation des sols de la commune, telle qu'elle ressort de la base de données européenne d’occupation biophysique des sols Corine Land Cover (CLC), est marquée par l'importance des territoires agricoles (83,1 % en 2018), une proportion sensiblement équivalente à celle de 1990 (82,9 %). La répartition détaillée en 2018 est la suivante : 
terres arables (64 %), forêts (16,9 %), zones agricoles hétérogènes (16,1 %), prairies (3 %). L'évolution de l’occupation des sols de la commune et de ses infrastructures peut être observée sur les différentes représentations cartographiques du territoire : la carte de Cassini (XVIIIe siècle), la carte d'état-major (1820-1866) et les cartes ou photos aériennes de l'IGN pour la période actuelle (1950 à aujourd'hui).

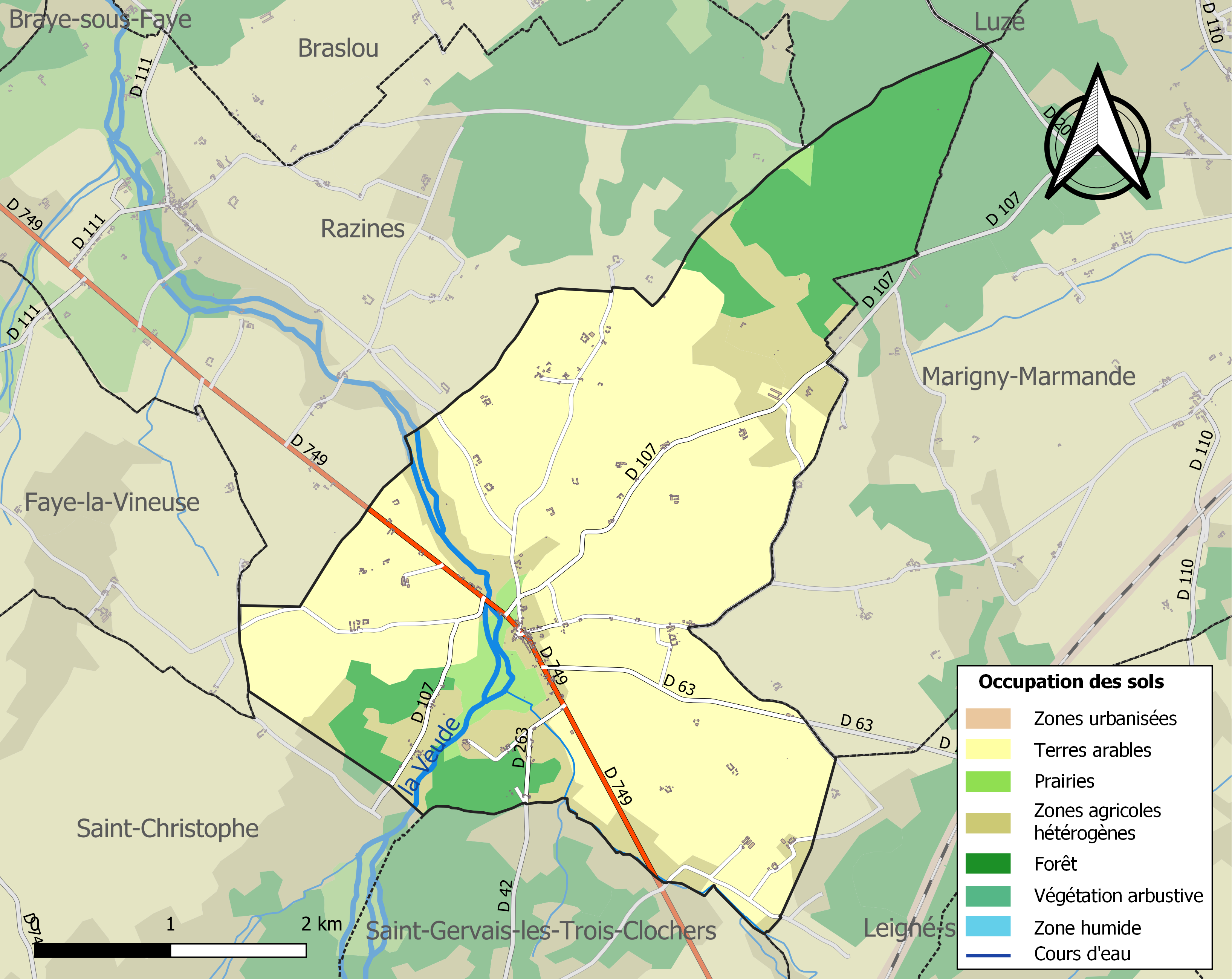
Carte des infrastructures et de l'occupation des sols de la commune en 2018 (CLC).

### Risques majeurs
Le territoire de la commune de Jaulnay est vulnérable à différents aléas naturels : météorologiques (tempête, orage, neige, grand froid, canicule ou sécheresse), feux de forêts et séisme (sismicité modérée). Un site publié par le BRGM permet d'évaluer simplement et rapidement les risques d'un bien localisé soit par son adresse soit par le numéro de sa parcelle.
Pour anticiper une remontée des risques de feux de forêt et de végétation vers le nord de la France en lien avec le dérèglement climatique, les services de l’État en région Centre-Val de Loire (DREAL, DRAAF, DDT) avec les SDIS ont réalisé en 2021 un atlas régional du risque de feux de forêt, permettant d’améliorer la connaissance sur les massifs les plus exposés. La commune, étant pour partie dans le massif de Marigny, est classée au niveau de risque 1, sur une échelle qui en comporte quatre (1 étant le niveau maximal).

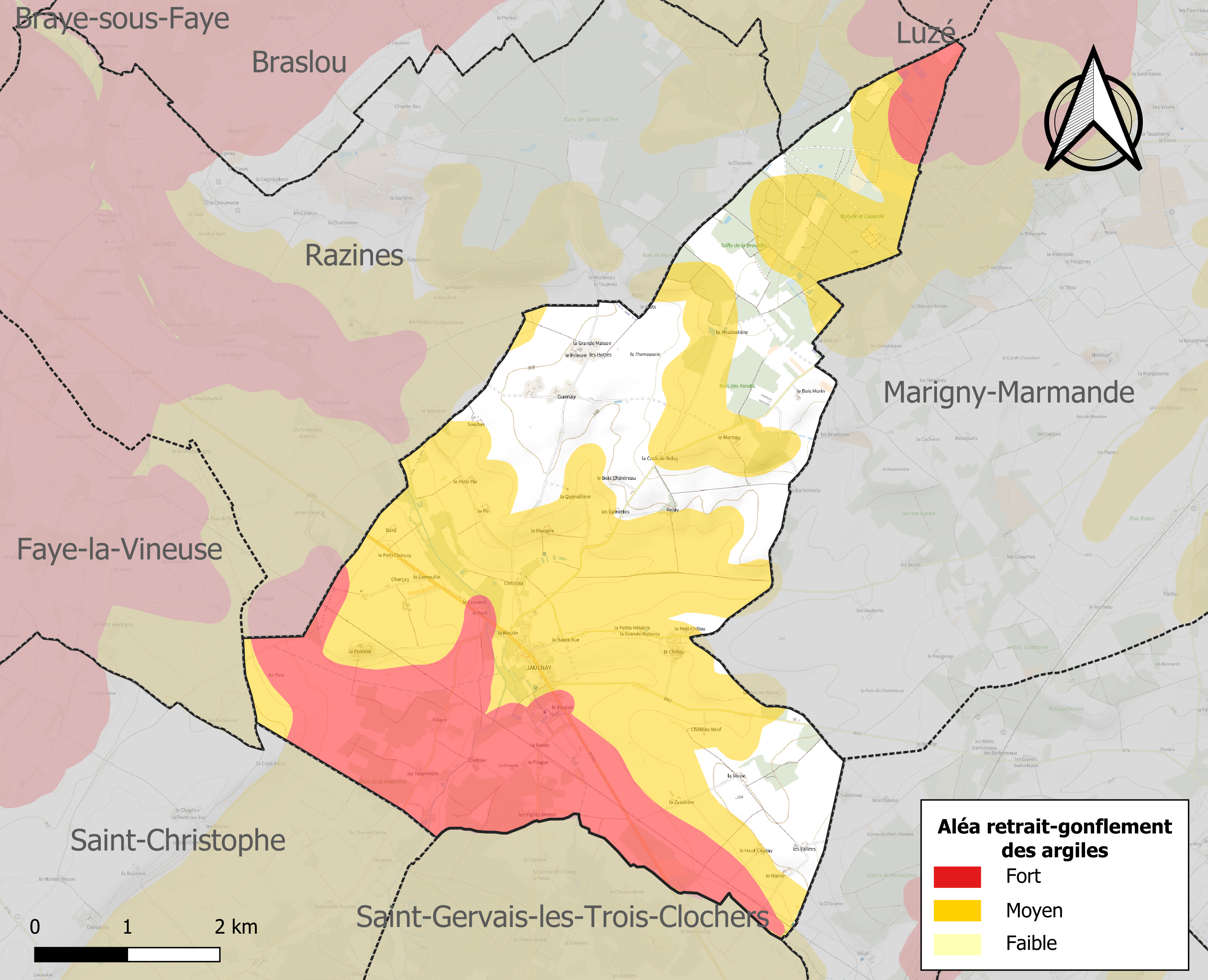
Carte des zones d'aléa retrait-gonflement des sols argileux de Jaulnay.

Le retrait-gonflement des sols argileux est susceptible d'engendrer des dommages importants aux bâtiments en cas d’alternance de périodes de sécheresse et de pluie. 72,3 % de la superficie communale est en aléa moyen ou fort (90,2 % au niveau départemental et 48,5 % au niveau national). Sur les 165 bâtiments dénombrés sur la commune en 2019, 132 sont en aléa moyen ou fort, soit 80 %, à comparer aux 91 % au niveau départemental et 54 % au niveau national. Une cartographie de l'exposition du territoire national au retrait gonflement des sols argileux est disponible sur le site du BRGM,.
Concernant les mouvements de terrains, la commune a été reconnue en état de catastrophe naturelle au titre des dommages causés par des mouvements de terrain en 1999.

## Transports
- Réseau régional Rémi (Autocars)

Géré par la région Centre-Val de Loire et exploité par Transdev Touraine, le réseau Rémi (anciennement Touraine Fil Vert) permet de relier Jaulnay à de multiples communes via la ligne TE.

## Histoire
Des vestiges du paléolithique, attestent d'une présence humaine depuis plus de 5 000 ans. La première mention écrite de Jaulnay figure sur le cartulaire de l'abbaye Saint-Michel de Noyers au Xe siècle sous le nom de « picatvensis diocesis », qui devint « Jaunaium » en 1156 et « Jausnay » en 1191. Elle passa ensuite sous le nom de Jounay-sous-Faye (à l'époque où Jaulnay était fief de Faye-la-Vineuse) et finalement sous son nom actuel de Jaulnay. Vers le XIIe siècle, la cité de Faye-la-Vineuse fit construire la forteresse de Chillou ainsi que des douves. La ville fut ensuite rattachée aux propriétés du duc de Richelieu jusqu'à la Révolution.
En 2008, 5e Etape du tour de france 2008 passe à Jaulnay.

## Politique et administration

### Liste des maires
| Période                                  | Période   | Identité         | Étiquette | Qualité  |
| ---------------------------------------- | --------- | ---------------- | --------- | -------- |
| mars 1983                                | mars 2001 | Maurice Venault  | Inconnu   |          |
| mars 2001                                | mars 2008 | Gilles Menanteau | Inconnu   |          |
| mars 2008                                | En cours  | Maurice Talland  | PS        | Retraité |
| Les données manquantes sont à compléter. |           |                  |           |          |

### Tendances politiques
| Scrutin             | Scrutin             | 1er tour | 1er tour | 1er tour | 1er tour | 1er tour | 1er tour | 1er tour | 1er tour | 1er tour | 1er tour | 1er tour | 1er tour | 2d tour | 2d tour  | 2d tour | 2d tour | 2d tour | 2d tour |
| Scrutin             | Scrutin             | 1er      | 1er      | %        | 2e       | 2e       | %        | 3e       | 3e       | %        | 4e       | 4e       | %        | 1er     | 1er      | %       | 2e      | 2e      | %       |
| ------------------- | ------------------- | -------- | -------- | -------- | -------- | -------- | -------- | -------- | -------- | -------- | -------- | -------- | -------- | ------- | -------- | ------- | ------- | ------- | ------- |
| Présidentielle 2017 | Présidentielle 2017 |          | FN       | 35,03    |          | LR       | 20,90    |          | EM       | 19,21    |          | LFI      | 11,30    |         | FN       | 54,72   |         | EM      | 45,28   |
| Présidentielle 2022 | Présidentielle 2022 |          | RN       | 34,12    |          | LREM     | 25,29    |          | LFI      | 18,24    |          | DLF      | 5,88     |         | RN       | 59,41   |         | LREM    | 40,59   |
| Législatives 2022   | 4e                  |          | RN       | 36,79    |          | RE-Ens   | 20,75    |          | PS-Nupes | 17,92    |          | LR       | 15,09    |         | PS-Nupes | 54,55   |         | RE-Ens  | 45,45   |
| Législatives 2024   | 4e                  |          | RN       | 55,63    |          | PS-NFP   | 19,01    |          | RE-Ens   | 15,49    |          | LR       | 8,45     |         | RN       | 62,22   |         | PS-NFP  | 37,78   |

## Démographie
L'évolution du nombre d'habitants est connue à travers les recensements de la population effectués dans la commune depuis 1793. Pour les communes de moins de 10 000 habitants, une enquête de recensement portant sur toute la population est réalisée tous les cinq ans, les populations de référence des années intermédiaires étant quant à elles estimées par interpolation ou extrapolation. Pour la commune, le premier recensement exhaustif entrant dans le cadre du nouveau dispositif a été réalisé en 2004.

En 2022, la commune comptait 244 habitants, en évolution de −6,51 % par rapport à 2016 (Indre-et-Loire : +1,67 %, France hors Mayotte : +2,11 %).
| 1793 | 1800 | 1806 | 1821 | 1831 | 1836 | 1841 | 1846 | 1851 |
| ---- | ---- | ---- | ---- | ---- | ---- | ---- | ---- | ---- |
| 325  | 262  | 282  | 267  | 327  | 307  | 334  | 362  | 375  |

| 1856 | 1861 | 1866 | 1872 | 1876 | 1881 | 1886 | 1891 | 1896 |
| ---- | ---- | ---- | ---- | ---- | ---- | ---- | ---- | ---- |
| 398  | 404  | 414  | 401  | 369  | 398  | 408  | 421  | 433  |

| 1901 | 1906 | 1911 | 1921 | 1926 | 1931 | 1936 | 1946 | 1954 |
| ---- | ---- | ---- | ---- | ---- | ---- | ---- | ---- | ---- |
| 474  | 499  | 484  | 431  | 454  | 435  | 445  | 407  | 439  |

| 1962 | 1968 | 1975 | 1982 | 1990 | 1999 | 2004 | 2006 | 2009 |
| ---- | ---- | ---- | ---- | ---- | ---- | ---- | ---- | ---- |
| 415  | 369  | 301  | 270  | 290  | 273  | 254  | 251  | 254  |

| 2014 | 2019 | 2022 | - | - | - | - | - | - |
| ---- | ---- | ---- | - | - | - | - | - | - |
| 255  | 253  | 244  | - | - | - | - | - | - |

## Culture locale et patrimoine

### Lieux et monuments

#### L'église Saint-Gervais-et-Saint-Protais de Jaulnay
L'église de Jaulnay construite au XVe siècle et XVIe siècle, était dédiée à saint Gervais et saint Protais. Elle est constituée d'une façade romane, une nef charpentée sur laquelle s'ouvre deux chapelles ornées de vitraux, le tout surmonté d'un imposant clocher en contrefort. L'église appartient aujourd'hui à un particulier et ne peut être visitée.

#### Lechâteau du Chilloudes seigneurs de Chillo, classé à l'ISMH en 1951
Le Chillou était un fief, relevant à foi et hommage lige, de Faye-la-Vineuse. Le premier seigneur cité est Hardouin Maumoine vivant en 1329. Mais une charte du cartulaire de Noyers, attribuée à l'année 1088, donne le nom de Bozon de Chillo, qui donna à l'abbé Étienne le droit de prendre, dans la forêt de Luzé, autant de bois que deux ânes pourraient en enlever chaque jour, droit qui sera par la suite élevé à la charge de cinq ânes en expiation d'un meurtre. Son fils Brice de Chillo, qui fit également quelques dons à l'abbaye de Noyers, est cité comme témoin dans des chartes de 1113 et 1115.
La forteresse de Chillou, ancienne fortification destiné à la défense du territoire de Faye-la-Vineuse vers les XIIe siècle ou XIIIe siècle, il en reste les douves, une tourelle, une porte fortifiée et quelques mâchicoulis. Sa porte fortifiée en moyen appareil, sur plan carré, transformée en maison d'habitation en 1902, subsiste presque intégralement. Ouvrant au midi sa porte charretière et sa poterne, qui est flanquée de deux tourelles élancées, couronnées jadis de mâchicoulis, comme le montrent les nombreux corbeaux restés en place. Entre les deux rainures du pont-levis principal, ouvre une petite fenêtre en anse de panier, ornée d'une accolade et encadrée de pinacles. Au-dessus, un cartouche portait sans doute des armoiries. Une baie semblable mais plus simple a été murée sur la façade intérieure. Sous la voûte, une porte au linteau mouluré d'une accolade, donne accès à un bel escalier, logé dans une tour carrée, coiffée d'une toiture pyramidale. Ses marches usées, d'abord en pierre jusqu'au second étage, sont remplacées ensuite par des degrés de bois. Au-dessus du porche, le corps de garde a conservé les banquettes de ses deux fenêtres et sa grande cheminée, dont l'arc de décharge repose sur deux consoles, le linteau ayant disparu.
L'angle sud-est de la forteresse est protégé par une tour cylindrique massive aux murs de moellons, épais de un mètre quarante, percés de meurtrières largement ébrasées à l'intérieur. L'étage supérieur, souligné par une moulure en cavet, présente quatre créneaux alternant avec trois archères. Les douves larges d'une dizaine de mètres, à demi-comblées et servant de poulaillers, entourent les restes du mur d'enceinte sur trois côtés. Dans celui-ci se remarque la partie supérieure de baies jumelles tréflées, en partie murées. Une forte grille, dont on aperçoit les trous de scellement, devait la protéger autrefois. C'est la fenêtre d'une charmante chapelle, composée de deux travées, voûtées sur croisées d'ogives, aux nervures retombant sur des culs-de-lampe : quatre sont encore intacts, deux décorés de feuillage, un troisième d'un masque et le dernier d'un angelot. Sur une console frappée d'un blason sans armoiries, on voit une Pieta mutilée : La Vierge, décapitée, assise sur une sorte de tronc d'arbre, tient sur ses genoux le corps du Christ dont il ne reste que le torse. Une accolade, qui a perdu son fleuron, surmonte une petite piscine à burettes.
L'énorme tour de plus de sept mètres de diamètre intérieur, protégeant l'angle nord-ouest du château servait de colombier. Elle est entièrement garnie de plus de deux mille boulins, dont les rangées parallèles tapissent les murs de haut en bas :une des plus imposantes fuies de Touraine. À l'ouest, subsiste un dernier corps de logis, aux ouvertures modifiées qui a gardé une vaste cheminée au faux manteau reposant sur de simples consoles.
Les restes du Chillou avec les douves sont inscrits à l'Inventaire supplémentaire des Monuments historiques par un arrêté du 14 novembre 1951.
À voir également sur la commune, la très ancienne roue du moulin de Jaulnay, ainsi que des gravures latines sur un porche de l'entrée du bourg.

### Personnalités liées à la commune
Cardinal-duc Armand Jean du Plessis de Richelieu, duc de Fronsac, ecclésiastique et homme d'État, né le 9 septembre 1585 à Paris et y décédé le 4 décembre 1642. Pair de France, principal ministre du roi Louis XIII ; à son arrivée à Paris, il fut titré par sa famille Marquis du Chillou, du nom de l'ancienne forteresse des seigneurs de Chillo à Jaulnay, dont Richelieu et sa famille sont les lointains descendants (le nom des Maumoine du Chillou/de Chillo s'éteignit dès après le milieu du XIVe siècle, mais en lignée féminine leur héritage courut jusqu'aux du Plessis de Richelieu).